# ビッグ・パレード
『ビック・パレード』または『大進軍』（The Big Parade）は、1925年に公開されたアメリカ合衆国のサイレント・戦争映画である。キング・ヴィダーは監督になって7年目で大作「ビッグ・パレード（大進軍）」を任されて、一気に大監督に飛躍した。

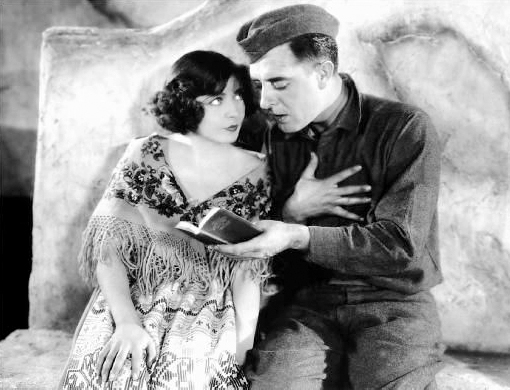
『ビッグ・パレード』中でのルネ・アドレとジョン・ギルバート

本作は第一次世界大戦について描かれた素晴らしい映画の一つと見なされ、1992年にはアメリカ議会図書館によって歴史的価値の高い映画としてアメリカ国立フィルム登録簿に登録された。

## ストーリー
1917年のアメリカでは、勤勉な兄ハリーとは対照的に、婚約者ジャスティンがいるジェームズ "ジム" アッパーソンの怠惰さが裕福な実業家の父の大きな不興を買っていた。その後、アメリカは第一次世界大戦に参戦する。ジムは心配する母に入隊するつもりはないと告げ、父は入隊しなければ家から追い出すと脅す。しかし、壮行パレードで愛国心の強い友人たちと偶然会ったとき、ジムは入隊するよう説得されてそのまま入隊し、父は大いに誇りに思う。
訓練中、ジムは南部の建設作業員スリムとブロンクスのバーテンダーのブルと親しくなる。彼らの部隊はフランスに派遣され、マルヌ県シャンピヨン村の農場に宿舎を持つ。
3人の男たちは、母親が農場を所有するメリザンドに惹かれる。メリザンドは彼らの誘いをすべて拒絶するが、徐々にジムに心を開き、最初はチューインガムで仲良くなる。お互いの言語が話せないにもかかわらず、彼らはやがて恋に落ちる。しかしある日、ジムは田舎の婚約者のジャスティンから手紙と写真を受け取り、メリザンドはその写真を見て、ジムに婚約者がいることを悟り、泣きながら逃げ出す。ジムがどうするか決める前に、彼の部隊は前線に向かうよう命じられる。騒ぎを聞きつけたメリザンドは急いで戻り、列車で去っていくジムはメリザンドに思い出として自分の靴を渡すのであった。
アメリカ軍は前線に向かって進軍し、敵の戦闘機に機銃掃射される。部隊は直ちに攻撃に派遣され、森の中で狙撃兵や機関銃に立ち向かい、さらに野外で機関銃、大砲、毒ガスの攻撃を受ける。部隊は何とか戦列に踏みとどまり、ジムはスリムとブルとともに砲弾でできた穴に避難する。
その夜、一人の兵士が前線を突破して、敵の迫撃砲を攻撃するよう命令が下った。3人が志願するなか、唾を飛ばす競争でスリムが勝って、スリムは闇に紛れて敵陣地に向かい、砲手への攻撃には成功したが、戻る途中で銃撃されて負傷してしまう。スリムの助けを求める悲痛な声を聞いたジムは我慢できず、命令に反して彼の救出に向かう。ブルも後を追うが、撃たれて死んでしまう。ジムがスリムのところまで来たときには、スリムもすでに死んでいた。その後、ジムも足を撃たれる。ドイツ兵が彼にとどめを刺しに来たとき、ジムは彼を撃って負傷させる。ドイツ兵は自分の陣地まで這って戻ろうとするので、ジムは別の砲弾の穴で彼に追いついたが、顔を合わせると銃剣でとどめを刺す気にはなれない。その代わりに、彼はその敵兵にタバコを渡すがその後すぐに、ドイツ兵は息絶える。ジムはアメリカ軍の進撃で助かり、病院に運ばれる。
別の患者から、シャンピヨン村は4回も戦場になったことを知り、メリザンドを心配したジムは、病院を抜け出し、ヒッチハイクして何とかメリザンドの農家に着くのだが、そこは既に破壊され、誰もいない。メリザンドと母親は避難民の流れに加わっていたのだった。ジムは体力が尽きて倒れしまい、撤退する兵士たちによって救急車で運ばれる。
戦争が終わると、ジムはアメリカに帰国。ジムは到着する前に、母親がジムの婚約者のジャスティンとジムの兄ハリーに、これからどうするのかを話し合っているのを耳にする。ジムがいない間に、2人は恋に落ちていた。ジムが現れると、戦争で片足を失っていることが明らかになる。その後、ジムは母親にメリザンドのことを話したら、母親は戻って彼女を探すように言う。ジムがシャンピヨン村の農場に戻ると、メリザンドは彼の腕の中に飛び込んできた。

## キャスト
- ジェームズ "ジム" アッパーソン - 上流家庭に育った：ジョン・ギルバート
- メリザンド - フランスの農家の娘：ルネ・アドレ
- ジムの父 ：ホバート・ボズワース
- スリム - 兵士、元鉄骨建築の鋲打ち職人：カール・デイン
- ブル - 兵士、元バーテンダー：トム・オブライアン
- ジャスティン - 故郷のジムの婚約者：クレア・アダムズ
- ハリー - ジムの兄：ロバート・オウバー

## 影響
アメリカ映画で戦争映画が作られるようになったのは、本作と『栄光』の大ヒットがあったからであり、
リアリティを追究した戦争描写が高く評価されており、『西部戦線異状なし』（1930年）などの後年の戦争映画に影響を与えている。